# Maigret verteidigt sich
Maigret verteidigt sich (französisch: Maigret se défend) ist ein Kriminalroman des belgischen Schriftstellers Georges Simenon. Er ist der 63. Roman einer Reihe von insgesamt 75 Romanen und 28 Erzählungen um den Kriminalkommissar Maigret. Der Roman entstand vom 21. bis 28. Juli 1964 in Epalinges und wurde im November des Jahres beim Pariser Verlag Presses de la Cité veröffentlicht, während die französische Tageszeitung Le Figaro den Roman in 24 Folgen vom 20. November bis 17. Dezember 1964 abdruckte. Die erste deutsche Übersetzung von Hansjürgen Wille und Barbara Klau erschien 1966 im Sammelband mit Maigret und das Verbrechen an Bord und Maigret und der geheimnisvolle Kapitän bei Kiepenheuer & Witsch. 1979 veröffentlichte der Diogenes Verlag eine Neuübersetzung von Wolfram Schäfer.
Als mitten in der Nacht Maigrets Telefon klingelt und ein junges Mädchen den berühmten Kommissar mit einer unglaubwürdigen Geschichte um Hilfe bittet, hat Madame Maigret gleich ein schlechtes Gefühl. Doch ihr Mann macht sich auf den Weg, der Bedürftigen beizustehen, und quartiert sie für die Nacht in einem Hotel ein. Am nächsten Morgen ruft ihn der Polizeipräfekt zu sich. Das Mädchen hat den Kommissar angezeigt, es belästigt zu haben. Bestürzt über die arglistige Verleumdung bietet Maigret seinen Rücktritt an, doch dann beschließt er, sich zu verteidigen.

## Inhalt

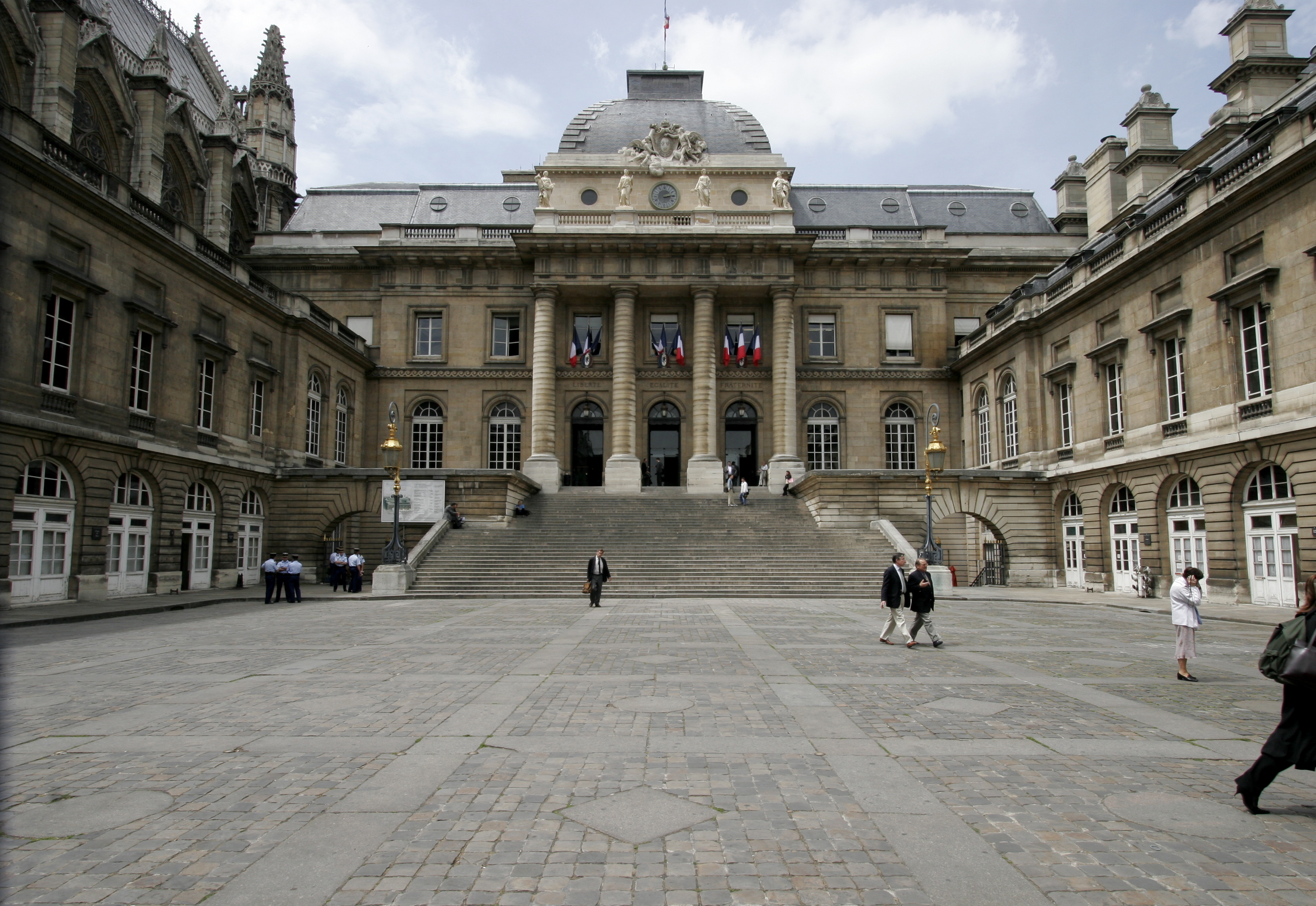
Palais de Justice in Paris

An einem geselligen Juniabend fragt der Arzt Dr. Pardon Kommissar Maigret, ob er in seiner Arbeit jemals einen Verbrecher kennengelernt habe, der seine Taten aus purer Bösartigkeit beging. Zehn Tage später rufen die Ereignisse jene Frage Maigret erneut in Erinnerung. Der Polizeipräfekt, ein junger Karrierist ohne jede praktische Erfahrung, bestellt den Kommissar zu sich und legt ihm die Anzeige eines 17-jährigen Mädchens vor, Nicole Prieur, Nichte von Jean-Baptiste Prieur, eines hochrangigen Berichterstatters beim Staatsrat. Nach ihrer Aussage habe Maigret das Mädchen in der vorigen Nacht in einer Bar angesprochen, betrunken gemacht, zu einem Hotel geführt und ausgezogen. Nur weil er es im letzten Augenblick mit der Angst zu tun bekommen habe, sei sie nicht missbraucht worden.
Maigret kennt das Mädchen, das ihn letzte Nacht unter dem Vorwand, die Nummer des berühmten Kommissars im Telefonbuch gefunden zu haben, aus dem Schlaf klingelte. Verzweifelt erzählte sie, sie stamme aus der Provinz, habe in Paris eine Freundin besucht, sei jedoch geflohen, als sich deren Verlobter als zudringlicher Zuhälter entpuppt habe. Nun stehe sie mittellos auf der Straße und wisse nicht, wohin. Obwohl sich in Madame Maigret sogleich Misstrauen regte, machte sich der Kommissar auf, der jungen Frau zu helfen. Wie verabredet, traf er sie in einer Bar und begleitete sie zu einem billigen Hotel, wo er sie zu Schlaf bettete und auszog, da sie dazu in ihrer vorgetäuschten Betrunkenheit nicht fähig schien. Während sich also die Eckpunkte ihrer Aussage mit der Realität decken und damit nachprüfbar sind, ist jedes Wort, das zwischen dem Kommissar und dem Mädchen gefallen sein soll, erlogen, und Maigret empört besonders, dass ihm die Floskel in den Mund gelegt wird: „Die Polizei, das bin ich!“
Der Polizeipräfekt, der auf direkte Anweisung des Innenministeriums handelt und die altmodischen Methoden Maigrets ebenso wenig schätzt wie dessen Popularität, erwartet den vorzeitigen Abschied des mit 52 Jahren ohnehin kurz vor seiner Pensionierung stehenden Kommissars, doch dieser beschließt grimmig, sich zu verteidigen. Gegen die ausdrückliche Anweisung des Präfekten ermittelt er in eigener Sache und weiht seine Inspektoren Lucas und Janvier in die Vorwürfe ein. Die Frage, wer einen Nutzen davon hat, ihn auf diese heimtückische Art aus dem Weg zu räumen, führt fast zwangsläufig zu Manuel Palmari, in dem der Kommissar den Kopf einer Bande von Diamantenräubern vermutet. Bereits seit einiger Zeit ließ Maigret ihn beschatten und suchte ihn die letzten Tage mehrfach in seiner Wohnung in der Rue des Acacias auf, um ihn zu verhören. Der beinahe 60-jährige Palmari sitzt nach einem Anschlag rivalisierender Ganoven im Rollstuhl und wird von seiner Geliebten, der 22-jährigen ehemaligen Prostituierten Aline, gepflegt. Beide behaupten, mit den Beschuldigungen nichts zu tun zu haben. Immerhin vertraut Aline dem Kommissar an, dass sich ein junges Mädchen wie Nicole nur aus Liebe zu einem solchen Schwindel hergebe.

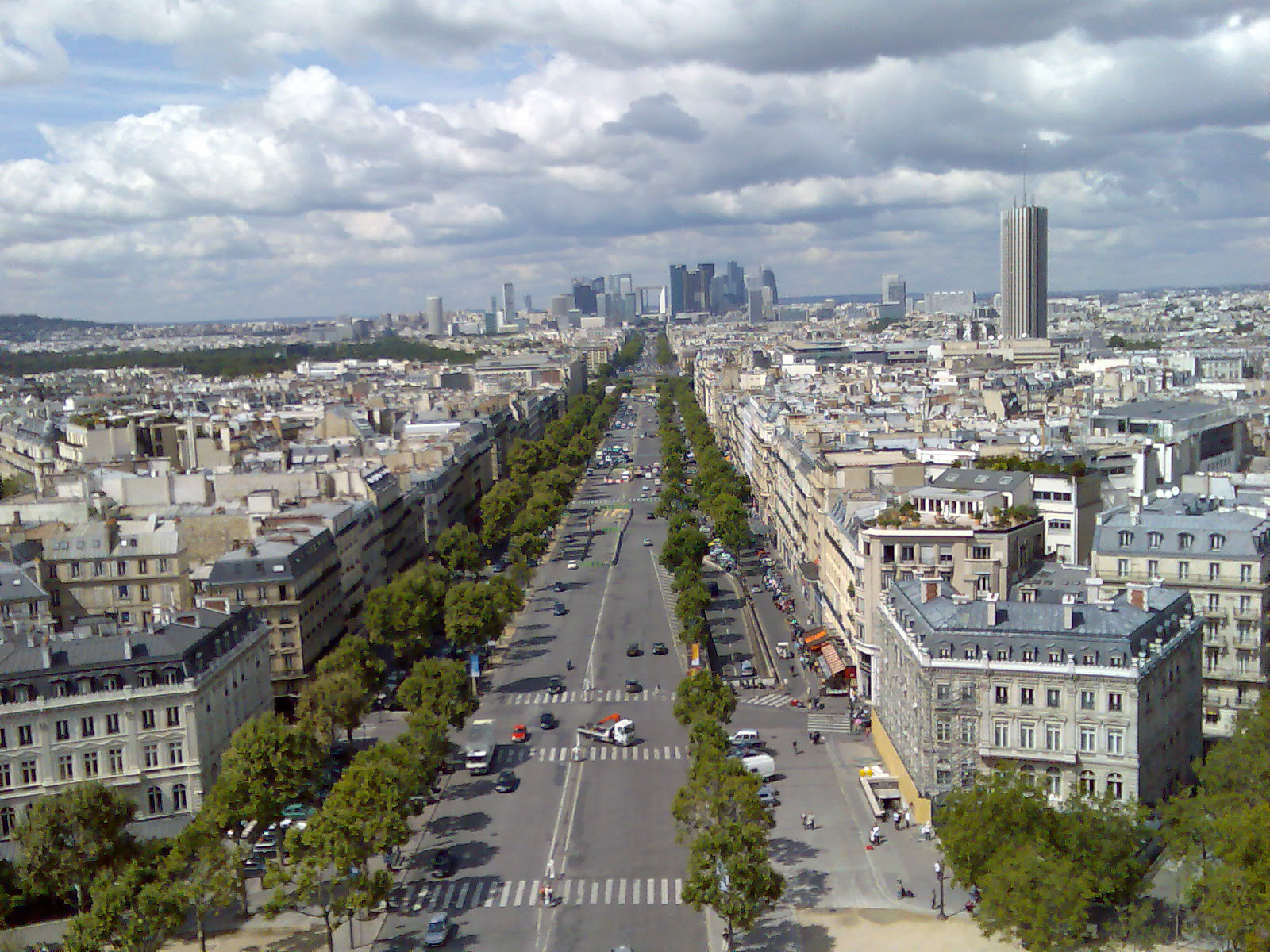
Avenue de la Grande-Armée

Über Oscar Coutant, einen entfernten Verwandten von Lucas, der als Concierge an der Sorbonne arbeitet, erfährt Maigret Details aus Nicole Prieurs Privatleben. Sie gehört der sogenannten Étoile-Bande an, einer Gruppe aufsässiger junger Studenten, deren Treffpunkt der Club des Cent-Clefs in der Avenue de la Grande-Armée ist. Als Maigret entdeckt, dass eines der Mitglieder dieses Clubs ausgerechnet der Zahnarzt François Mélan ist, der eine Praxis in der Rue des Acacias führt, Palmaris Wohnung direkt gegenüber gelegen, wird er neugierig. Mit vorgetäuschten Zahnschmerzen begibt er sich in Behandlung des 38-jährigen, intelligenten aber ausgesprochen schüchternen Mélan. Dass Maigret die richtige Spur verfolgt, bestätigt sich, als ihn auf den Zahnarztbesuch hin der Leiter der Kriminalpolizei Roland Blutet zu sich zitiert und ihn beurlaubt, augenscheinlich erneut auf direkte Weisung Prieurs, deren Nichte somit der Arzt kontaktiert haben muss.
Über Professor Vivier, einen Bekannten Dr. Pardons, erfährt Maigret mehr über die Persönlichkeit des Zahnarztes, der seit einer mitangesehenen Vergewaltigung seiner Schwester durch deutsche Soldaten im Zweiten Weltkrieg traumatisiert ist, nie eine Beziehung zu einer Frau einging und mit seiner hohen, aber introvertierten Intelligenz für jedes Problem die komplizierteste Lösung sucht. Maigret konfrontiert Mélans Assistentin Motte mit dem Verdacht, dass der Zahnarzt nach Feierabend illegale Abtreibungen vornimmt. Tatsächlich hat er bei einem solchen Eingriff die junge Nicole kennengelernt, die sich in den Arzt verliebte. Die polizeiliche Überwachung Palmaris und das mehrfache Auftauchen Maigrets an dessen Fenster, von dem aus man in die Arztpraxis blicken kann, bezog Mélan auf sich selbst und beschloss, dem Kommissar mithilfe des Mädchens eine Falle zu stellen. 
Maigret ahnt, dass es dem Zahnarzt nicht nur um die Verschleierung seiner illegalen Nebentätigkeit zu tun war, und tatsächlich finden sich in Mélans Garten die verscharrten Leichen dreier Frauen, die der Zahnarzt in seiner Praxis unter einer Überdosis Narkosemittel vergewaltigte. Maigret begleitet Mélan an den Quai des Orfèvres, wo der Zahnarzt ein Geständnis ablegt. Nachdem seine Reputation wiederhergestellt ist, übernimmt der Kommissar ganz selbstverständlich die Ermittlungen und hofft, auch Palmari als Drahtzieher der Raubüberfälle zu entlarven. Immerhin erleichtert es ihn, dass er erneut keinen durch und durch bösartigen Menschen kennengelernt hat, sondern jemanden, der all seine Taten, so auch die Verleumdung Maigrets, aus Angst beging.

## Interpretation
Am Beginn des Romans Maigret verteidigt sich steht die Frage nach dem grundlos Bösen, eine Frage, die Simenon zuvor bereits in Maigret erlebt eine Niederlage aufwarf. Maigrets charakteristische Weigerung, einen anderen Menschen zu verurteilen, gerät im Verlauf der gegen ihn angezettelten Intrige ins Wanken, und er ist für Momente bereit, an durch und durch bösartige Absichten zu glauben. Als er am Ende realisiert, dass der Täter nicht aus Hass, sondern aus Angst handelte, nimmt er von dieser Vorstellung wieder Abstand und bietet sich sogar als Entlastungszeuge an. Laut Lucille F. Becker illustriert der Roman Simenons These, dass der Mörder letztlich eine unglückliche Kreatur sei. Er demonstriere aber auch Maigrets völlig unterschiedliches Verständnis für männliche und weibliche Täter, denn während der Kommissar die innere Pein des geistesgestörten Zahnarztes nachvollziehen kann, bringt er gegenüber dem Mädchen, das den Köder spielte, nur Wut und Verachtung auf.
Dabei ist es für Paul Mercier nicht nur die Verleumdung, gegen die sich der Kommissar im Roman zur Wehr setzen muss. Es gehe ebenso um eine Verteidigung seiner Form von Ermittlung gegenüber dem Polizeipräfekten. Der Kommissar muss sich vor seinem Vorgesetzten wegen seiner aus der Mode gekommener Methoden rechtfertigen. Els Wouters spricht sogar von einem regelrechten „Krieg“ zwischen dem Kommissar und der Justiz, der sich durch die Maigret-Reihe zieht. Typisch ist dabei, dass Maigrets Kontrahenten wie etwa der Untersuchungsrichter Coméliau stets aus der Bourgeoisie stammen. So spielt der „widerwärtige Präfekt“ Tennis, eine Sportart, die laut Stanley G. Eskin im gleichen Maße für die Oberschicht steht wie das Boule-Spiel für die kleinen Leute. Allgemein spielt die Sphäre der Politik in Simenons Romanen nur eine untergeordnete Rolle, doch ist sie nach Auffassung Josef Quacks stets von Korruption bestimmt. So sind auch Präfekt und Innenminister in Maigret verteidigt sich nur durch Intrigen in ihre Ämter gelangt und instrumentalisieren diese zu ihrem persönlichen Vorteil.
Trotz der gegen ihn erhobenen Vorwürfe verliert Kommissar Maigret nicht seine Gelassenheit und unerbittliche Logik. Den Weg, den er einmal eingeschlagen hat, will er um jeden Preis zu Ende gehen, auch wenn dies das Ende seiner Karriere bedeuten könnte. Als er von seinem Vorgesetzten beurlaubt wird, trinkt er im Anschluss einen Mandarin-Curaçao. Dieses für Maigret eher ungewöhnliche Getränk ist eine Reminiszenz an seinen Eintritt in die Kriminalpolizei, den er in Maigrets Memoiren mit demselben Likör feierte. Maigrets Ermittlung konzentriert sich voll und ganz auf die Erforschung der Persönlichkeit der in den Fall involvierten Personen. Es ist ihm stärker darum zu tun, den Täter zu verstehen, als ihn zu überführen. So lässt er sich sogar von jenem Zahnarzt behandeln, den er als Drahtzieher seiner Verleumdung vermutet, um ihm von Angesicht zu Angesicht gegenüberzutreten. Dabei kehren sich die Vorzeichen der polizeilichen Ermittlung um: Der Kommissar begibt sich in die Hand des Mörders und wird in dessen Behandlungsstuhl selbst zum potentiellen Opfer. Am Ende gelangt Maigret laut Stanley G. Eskin „zum Verständnis des hochneurotischen, wenn auch brillanten Geistes eines perversen Menschen, dessen Probleme von sexuellen Ängsten ausgehen“. Für Tilman Spreckelsen steckt hinter dem „Zerrbild eines verklemmten Zahnarztes“ allerdings eine gehörige Portion Vulgär-Freudianismus.

## Hintergrund

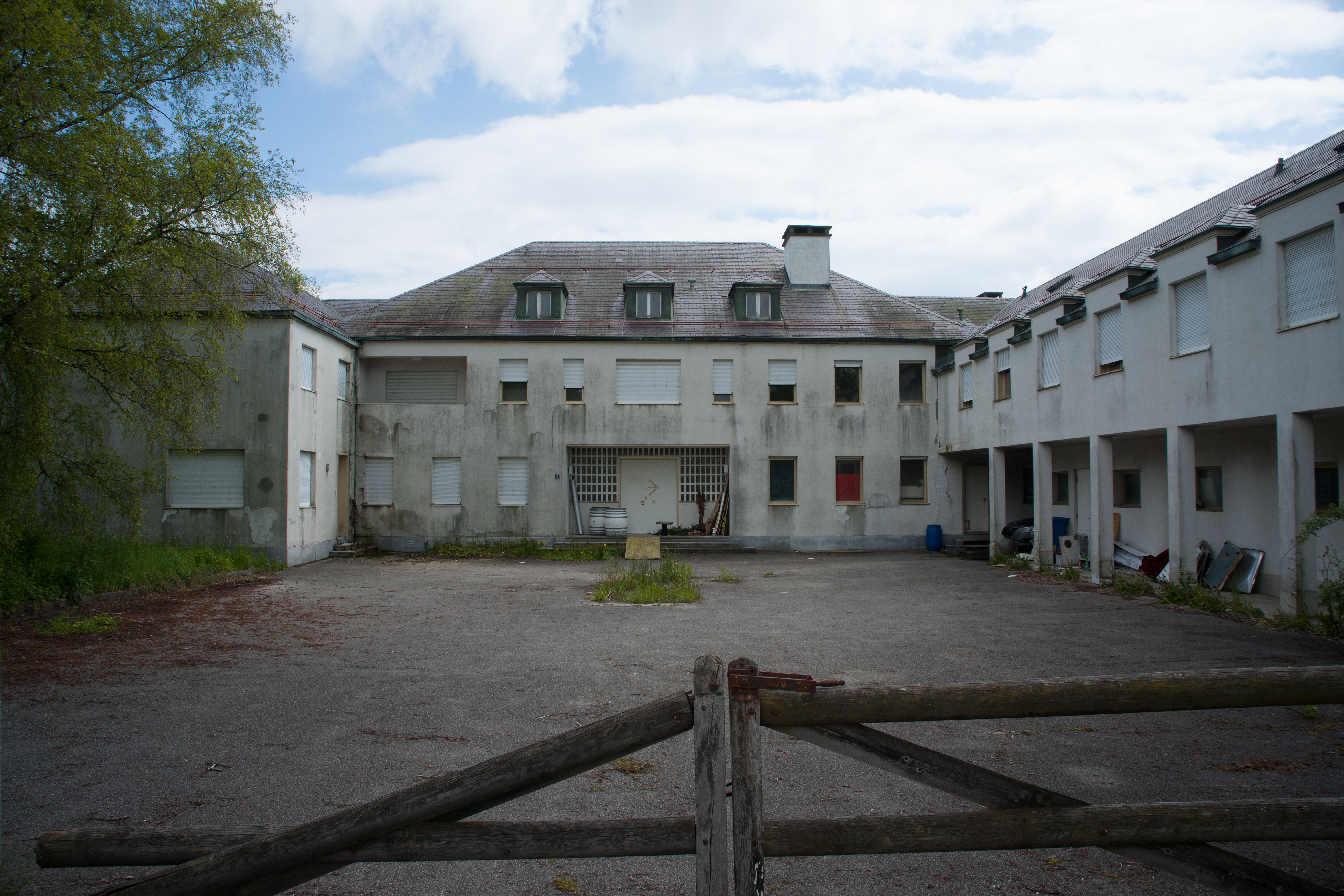
Das verlassene Maison de Simenon in Epalinges (2013; abgerissen 2016/2017)

Georges Simenon schrieb Maigret verteidigt sich im Juni 1964 als ersten Roman nach seinem Umzug von Echandens in die selbst entworfene Villa in Epalinges im Dezember 1963. Im ganzen restlichen Jahr 1964 entstand lediglich ein weiterer Roman, Der kleine Heilige im Oktober 1964, was für den Vielschreiber Simenon eine ausgesprochen geringe Bilanz ist. In seinen Intimen Memoiren beschrieb Simenon rückblickend: „Schreiben war mein Beruf. Ich verspürte das Bedürfnis danach. Ich war meiner Maschine zu lange untreu gewesen.“ Für Simenons Biograf Fenton Bresler war der Romantitel Maigret verteidigt sich vor dem Rückzug seines Autors in sein neues Domizil „nicht ohne tiefere Bedeutung, wenn man Maigret mit Simenons alter ego gleichsetzt.“ Der Roman war der letzte, den Simenons offizielle Korrektorin Françoise Doringe bearbeitete, die kurz nach der Fertigstellung im Alter von 83 Jahren verstarb.
Ungewöhnlich für die Maigret-Reihe ist, dass der Nachfolger Maigret lässt sich Zeit eine Fortsetzung der Handlung bildet. Im letzten Satz aus Maigret verteidigt sich heißt es: „Man sollte Maigret noch oft in der Rue des Acacias sehen.“ Tatsächlich wird die Straße im nächsten Roman erneut zum Handlungsort, Maigret begegnet dem gelähmten Manuel Palmari und seiner Geliebten Aline Bauche wieder, und er löst den Fall um die Diamantenraube. Bereits im Vorgängerroman Maigret und das Gespenst hatte Simenon den Plot um die Raubüberfälle einer Motorrad-Gang auf Pariser Juweliere vorbereitet, die hier als abgeschlossener Fall den Ausgangspunkt der Handlung bilden. Dabei übernahm Simenon den Nachnamen des jüngsten Mitglieds der Motorrad-Bande, Jean Bauche, für Palmaris Geliebte Aline.
Die Figur des Zahnarztes Mélan, der an seinen Patientinnen auch gynäkologische Eingriffe vornimmt, sieht Simenons Biograf Stanley G. Eskin als Seitenhieb auf einen Pensionsgast von Simenons Mutter, die möblierte Zimmer an Studenten vermietete. Im autobiografischen Roman Pedigree (Stammbaum) ließ Simenon jenen Pensionsgast unter seinem wirklichen Namen auftreten. Dieser klagte gegen Simenons Darstellung und insbesondere die Behauptung, er sei Zahnarzt geworden, weil er sein Medizinstudium nicht geschafft habe. Spätere Ausgaben von Pedigree führen die Figur des angehenden Zahnarztes unter dem Pseudonym „Monsieur Bernard“.

## Rezeption
The Publisher’s Trade List Annual fasste den Roman zusammen: „Der berühmte Detektiv wird der moralischen Verderbtheit angeklagt und beinahe in den vorzeitigen Ruhestand gezwungen.“ The Spectator zeigte sich jedenfalls „geschockt, zu lesen, dass der angesehene Maigret einen Fehltritt begeht – in seinem Alter und mit einem jungen Mädchen.“ In seiner Verteidigung müsse Maigret all seine Waffen aufbieten, was ihm jedoch unter den gegebenen Umständen gut gelinge. Für The New Yorker wurde Maigret ohne ersichtlichen Grund beschuldigt, die Teenager-Nichte einer einflussreichen Persönlichkeit verführt und entkleidet zu haben. Es sei ein „außergewöhnlicher Fall, und einer seiner faszinierendsten“. Die Aufklärung geschehe mit einer „Raffinesse, die bemerkenswert ist, selbst für Maigret oder Simenon.“
Oliver Hahn von maigret.de las die Geschichte „mit großem Unbehagen“. Als treuer Maigret-Leser fühle man sich „persönlich angegriffen“, wenn der Autor seinen Protagonisten „in einer verzwickten, vielleicht ausweglosen Situation“ in die Ecke dränge. Tilman Spreckelsen hingegen freute sich: „Hier nun wird er endlich einmal direkt angegriffen, und wie er sich wehrt, hat Klasse“. Allerdings bedauerte er den schlecht entworfenen Gegenspieler und einige Sentimentalitäten: „Schade um das eigentlich interessante Buch.“ Reclams Kriminalromanführer hätte sich gewünscht, nach der Entkräftung der Vorwürfe auch die Demütigung des Vorgesetzten und die Bestrafung des Mädchens mitzuerleben, „doch Simenon beschränkt sich darauf, Maigrets Demütigung auszumalen. Trotzdem oder gerade deshalb: bester Simenon.“
Die Romanvorlage wurde sechsmal im Rahmen von Fernsehserien verfilmt. Darsteller des Kommissars Maigret waren dabei Jan Teulings (Niederlande, 1967), Gino Cervi (Italien, 1968),  Rupert Davies (Maigret, vereinigtes Königreich, 1969), Jean Richard (Les Enquêtes du commissaire Maigret, Frankreich, 1984), Bruno Cremer (Maigret, Frankreich, 1993) und Michael Gambon (Großbritannien, 1998).

## Ausgaben
- Georges Simenon: Maigret se défend. Presses de la Cité, Paris 1964 (Erstausgabe).
- Georges Simenon: Maigret und das Verbrechen an Bord. Maigret und der geheimnisvolle Kapitän. Maigret verteidigt sich. Übersetzung: Hansjürgen Wille, Barbara Klau. Kiepenheuer & Witsch, Köln 1966.
- Georges Simenon: Maigret verteidigt sich. Übersetzung: Hansjürgen Wille, Barbara Klau. Heyne, München 1967.
- Georges Simenon: Maigret verteidigt sich. Übersetzung: Wolfram Schäfer. Diogenes, Zürich 1979, ISBN 3-257-21117-1.
- Georges Simenon: Maigret verteidigt sich. Sämtliche Maigret-Romane in 75 Bänden, Band 63. Übersetzung: Wolfram Schäfer. Diogenes, Zürich 2009, ISBN 978-3-257-23863-1.